# 軍人読法
軍人読法（ぐんじんどくほう）は、大日本帝国の軍人・軍属が入隊もしくは任用の当初、読み聞かされて宣誓をおこなったものである。陸海軍軍人に賜はりたる敕諭＝軍人勅諭とあいまって帝国軍人軍属の服すべき道徳的戒律であった。

## 概要
明治5年正月、兵部省乙16号で布告された。もともとは中世ドイツの騎士の誓詞に倣ったものであった。明治15年3月9日、改正を見た（陸軍省達乙16）。
その要旨は、前文では兵隊は皇威を発揚し国家を保護するのが役目であるから以下の条文を確守して違背しないこととされ、第1条において誠心を本（もと）として忠節を尽くすことから始まって、第7条に至るまで、それぞれ敬礼・信義・温良・服従・勇武・勤労・分別・質素・重厚・名誉・廉恥などの徳をまもるべきを誓って、後文においては国家の法律・規則を遵守する美徳を讃え、刑罰の忌むべきことを教えたものであった。
昭和9年11月30日限りで廃止された。
「軍属読法」というものも従前からあったが、同時に条文を改正し、軍属たることを宣誓させることになった。